# Lijst van speciale afleveringen van AEW Dynamite
Dit is een chronologische lijst van speciale afleveringen van AEW Dynamite, een televisieprogramma in het professioneel worstelen dat geproduceerd wordt door All Elite Wrestling (AEW).

## Afleveringen

### 2019
| Aflevering              | Datum            | Stad                      | Opmerkingen |
| ----------------------- | ---------------- | ------------------------- | --- |
| Debuutaflevering        | 2 oktober 2019   | Washington                | Eerste worstelprogramma dat op TNT wordt uitgezonden sinds de laatste aflevering van WCW Monday Nitro op 26 maart 2001. - Optredens door Kevin Smith en Jason Mewes - Debuut van Jake Hager - Riho vs. Nyla Rose voor het inaugurele AEW Women's World Championship |
| Halloween aflevering    | 30 oktober 2019  | Charleston, West Virginia | Rick and Morty themed episode. - Optreden van The Rock 'n' Roll Express - SoCal Uncensored (Frankie Kazarian en Scorpio Sky) vs. Lucha Brothers (Pentagón Jr. en Rey Fénix) in de toernooifinale voor het inaugurele AEW World Tag Team Championship                |
| Thanksgiving aflevering | 27 november 2019 | Hoffman Estates, Illinois | Uitgelichte Thanksgiving Thanksgiving-viering voor Le Champion Chris Jericho. - Optredens door Soul Train Jones, Ted Irvine en Diamond Dallas Page |

### 2020
| Aflevering                                   | Datum             | Stad                   | Opmerkingen |
| -------------------------------------------- | ----------------- | ---------------------- | --- |
| Homecoming editie                            | 1 januari 2020    | Jacksonville, Florida  | Nieuwjaarsaflevering en inaugureel Homecoming-evenement. Alle Dynamite-afleveringen (met uitzondering van afleveringen tijdens de 14 maanden durende COVID-pandemie-residentie) van Daily's Place worden 'Homecoming'-afleveringen genoemd. - Commentaar door Taz |
| Anniversary editie                           | 8 januari 2020    | Southaven, Mississippi | Vierden de eerste verjaardag van het bedrijf van hun inaugurele persconferentie. - Eerbetoon aan de legendes van Memphis wrestling: Jimmy Valiant, Brian Christopher, Dave Brown, Lance Russell, Austin Idol, Doug Gilbert, Tommy Gilbert, Eddie Gilbert, The Rock 'n' Roll Express, Lanny Poffo, Angelo Poffo en Randy Savage. - Optredens door Diamond Dallas Page en Zach Myers         |
| Bash at the Beach                            | 15 januari 2020   | Coral Gables, Florida  | Het eerste deel van een aflevering van twee weken. - Uitgezonden ter nagedachtenis aan Rocky Johnson. - Diamond Dallas Page's terugkeer in de ring |
| Bash at the Beach                            | 22 januari 2020   | Nassau, Bahama's       | Opgenomen op 21 januari 2020 aan boord van de Norwegian Pearl als onderdeel van Chris Jericho's Rock 'N' Wrestling Rager at Sea. |
| Fyter Fest                                   | 1 juli 2020       | Jacksonville, Florida  | Tweede jaarlijkse evenement van Fyter Fest en het eerste deel van een aflevering van twee weken. |
| Fyter Fest                                   | 8 juli 2020       | Jacksonville, Florida  | Opgenomen op 2 juli 2020. - Taz introduceerde het FTW Championship opnieuw en reikte het uit aan Brian Cage. |
| Fight for the Fallen                         | 15 juli 2020      | Jacksonville, Florida  | Tweede jaarlijkse evenement van Fight for the Fallen. |
| Tag Team Appreciation Night                  | 12 augustus 2020  | Jacksonville, Florida  | Gehost door FTR. - Optredens door Arn Anderson, Tully Blanchard en The Rock 'n' Roll Express - Debuut van Mike Chioda |
| Saturday Night Dynamite                      | 22 augustus 2020  | Jacksonville, Florida  | Opgenomen op 13 augustus 2020. Zaterdag uitzending van Dynamite. Eerste professionele worstelshow op zaterdagavond op een Turner-netwerk sinds het einde van WCW Saturday Night in 2000. |
| Thursday Night Dynamite                      | 27 augustus 2020  | Jacksonville, Florida  | Dinsdag uitzending van Dynamite. Eerste AEW-live-evenement met fans sinds 11 maart 2020. - Commentaar door Chris Jericho |
| Late Night Dynamite                          | 22 september 2020 | Jacksonville, Florida  | Opgenomen op 10 september 2020. Dinsdag uitzending van Dynamite. Aflevering van een uur. - Commentaar door Chris Jericho |
| Chris Jericho's 30th Anniversary Celebration | 7 oktober 2020    | Jacksonville, Florida  | Vierde de 30e verjaardag van Chris Jericho's debuut in het professioneel worstelen. - Optredens door Slash, Dennis Miller, Hiroshi Tanahashi, Ted Irvine, Bully Ray, Shaquille O'Neal, Gene Simmons, Don Callis, Lars Ulrich, Diamond Dallas Page, Lance Storm, Kevin Smith, Eli Roth, Gabriel Iglesias, Chavo Guerrero Jr., Steel Panther, Ultimo Dragon, Paul Stanley en Greg Valentine. |
| Anniversary Show                             | 14 oktober 2020   | Jacksonville, Florida  | Vierde de eerste verjaardag van Dynamite. |
| Winter Is Coming                             | 2 december 2020   | Jacksonville, Florida  | Werkrelatie met Impact Wrestling tot stand gebracht. - Debuut van Sting |
| Holiday Bash                                 | 23 december 2020  | Jacksonville, Florida  | Opgenomen op 17 december 2020. Kerstaflevering. |
| Brodie Lee Celebration of Life               | 30 december 2020  | Jacksonville, Florida  | Ter nagedachtenis aan Brodie Lee, die op 26 december 2020 stierf. Uitgelichte segmenten met collega's die hulde brengen aan Lee en wedstrijden ter ere van Lee en zijn formatie The Dark Order. - Commentaar door Chris Jericho - Optreden van Erick Redbeard |

### 2021
| Aflevering              | Datum             | Stad                      | Opmerkingen |
| ----------------------- | ----------------- | ------------------------- | --- |
| New Year's Smash        | 6 januari 2021    | Jacksonville, Florida     | Het eerste deel van een Nieuwjaarsaflevering van twee weken. - Optredens door Snoop Dogg - Debuut van Impact Wrestling's The Good Brothers (Doc Gallows en Karl Anderson) - Commentaar door Chris Jericho |
| New Year's Smash        | 13 januari 2021   | Jacksonville, Florida     | Opgenomen op 7 januari 2021. |
| Beach Break             | 3 februari 2021   | Jacksonville, Florida     | Uitgelicht de bruiloft van Kip Sabian en Penelope Ford. - Debuut van New Japan Pro-Wrestling's Kenta |
| The Crossroads          | 3 maart 2021      | Jacksonville, Florida     | Optredens door Conrad Thompson, Eric Bischoff, Atsushi Onita en J.J. Dillon. - Debuut van Paul Wight - Tully Blanchard in-ring terugkeer en terugkeer van Shawn Spears |
| St. Patrick's Day Slam  | 17 maart 2021     | Jacksonville, Florida     | Opgenomen op 11 maart 2021. Eerst vrouwelijke main evenet op Dynamite. - Tully Blanchard en MJF introduceerde The Pinnacle |
| Blood and Guts          | 5 mei 2021        | Jacksonville, Florida     | Lichtte de allereerste Blood and Guts-wedstrijd uit. - The Pinnacle vs. The Inner Circle in een Blood en Guts match |
| Friday Night Dynamite   | 28 mei 2021       | Jacksonville, Florida     | Vrijdag uitzending van Dynamite. Go-home show voor het evenement Double or Nothing. - Optreden door Eric Bischoff |
| Friday Night Dynamite   | 4 juni 2021       | Jacksonville, Florida     | Vrijdaguitzending van Dynamite. - Debuut van Andrade El Idolo |
| Friday Night Dynamite   | 11 juni 2021      | Jacksonville, Florida     | Opgenomen op 5 juni 2021. Vrijdag uitzending van Dynamite. |
| Friday Night Dynamite   | 18 juni 2021      | Jacksonville, Florida     | Opgenomen op 6 juni 2021. Vrijdag uitzending van Dynamite. - Debuut van Brock Anderson |
| Saturday Night Dynamite | 26 juni 2021      | Jacksonville, Florida     | Zaterdag uitzending van Dynamite - Optreden door Konnan |
| Fan Appreciation Night  | 30 juni 2021      | Jacksonville, Florida     | Dynamite's terugkeer naar woensdagavond; evenement werd "Fan Appreciation Night" genoemd voor aanwezigen op de locatie en "Wednesday Night Dynamite" voor televisiekijkers. Was het laatste evenement uit Jacksonville (Florida) tijdens de 14 maanden durende COVID-19-residentie van AEW. - Commentaar door Chris Jericho - Vickie Guerrero's keerde terug in de ring - Videopakket met "Celebrate" van Dirty Heads waarin de tijd van AEW wordt belicht in Daily's Place |
| Road Rager              | 7 juli 2021       | Miami, Florida            | AEW's eerste live tour-evenement sinds het begin van de COVID-19-pandemie. - Optredens door Konnan, American Top Team's Dan Lambert, Jorge Masvidal en Amanda Nunes - Debuut van Malakai Black |
| Fyter Fest              | 14 juli 2021      | Cedar Park,Texas          | Derde jaarlijkse evenement van Fyter Fest en het eerste deel van een aflevering van twee weken. Het zag AEW's allereerste Coffin-wedstrijd. |
| Fyter Fest              | 21 juli 2021      | Garland, Texas            | Optreden door New Japan Pro-Wrestling's Hikuleo. |
| Fight for the Fallen    | 28 juli 2021      | Charlotte, North Carolina | Derde jaarlijkse evenement van Fight for the Fallen en de eerste die buiten Florida plaatsvindt - Optreden door King Haku - Tony Schiavone kondigde AEW Rampage: The First Dance aan |
| Homecoming              | 4 augustus 2021   | Jacksonville, Florida     | Dit wordt het tweede Homecoming-evenement; voorafgaand aan de COVID-19-pandemie werden afleveringen van Dynamite van de thuisbasis van AEW op Daily's Place "Homecoming" genoemd. |
| Grand Slam              | 22 september 2021 | Queens, New York          | Zal plaatsvinden in het Arthur Ashe Stadium en zal de eerste stadionshow van Dynamite zijn en het debuut van AEW in New York. |